# NHL 1967/68
Die NHL-Saison 1967/68 war die 51. Spielzeit in der National Hockey League. 12 Teams spielten jeweils 74 Spiele. Den Stanley Cup gewannen die Montréal Canadiens nach einem 4:0-Erfolg in der Finalserie gegen die St. Louis Blues. Nach 25 Jahren „Original Six“ gab es nun wieder eine Erweiterung in Richtung Südwesten. Sechs neue Teams kamen in einer eigenen Gruppe dazu. Mit Philadelphia, Pittsburgh und St. Louis kamen drei Städte in die NHL zurück, die schon in den 1930er Jahren ein kurzes Gastspiel gegeben hatten. Minnesota war Nachbar der alten Teams und mit Los Angeles und Oakland wagte man sich erstmals an die Westküste. Das Team aus San Franciscos Nachbarstadt Oakland startete als California Seals, benannte sich aber schon am 8. Dezember in Oakland Seals um. Dass die Maple Leafs als Vorletzter der East Division 3 Punkte mehr hatten als die Philadelphia Flyers, der Sieger der West Division, zeigte die Überlegenheit der alten Teams. Vor Saisonbeginn gab es einen Expansiondraft. Die alten Teams benannten je einen Torwart und 11 Feldspieler, die nicht ausgewählt wurden. Unter den Spielern, die zu den neuen Teams wechselten, waren die Torhüter Terry Sawchuk (Los Angeles), Glenn Hall (St. Louis) und Charlie Hodge (California), die alle schon die Vezina Trophy gewonnen hatten. Die Bill Masterton Memorial Trophy hatte einen tragischen Hintergrund. In einem Spiel gegen die Oakland Seals fiel Minnesotas Center Bill Masterton nach einem Check von Larry Cahan und Ron Harris auf den Hinterkopf und erlitt so schwere Kopfverletzungen, dass er ihnen zwei Tage später erlag. Es ist bis heute die einzige Verletzung in einem Spiel mit direkter Todesfolge. Der Vorfall war für viele Spieler Anlass, zukünftig einen Helm zu tragen. Vor der Saison wurde die NHL Players Association gegründet.

## Reguläre Saison

### Abschlusstabellen
Abkürzungen: W = Siege, L = Niederlagen, T = Unentschieden, GF= Erzielte Tore, GA = Gegentore, Pts = Punkte
| East Division       | W  | L  | T  | GF  | GA  | Pts |
| ------------------- | -- | -- | -- | --- | --- | --- |
| Montréal Canadiens  | 42 | 22 | 10 | 236 | 167 | 94  |
| New York Rangers    | 39 | 23 | 12 | 226 | 183 | 90  |
| Boston Bruins       | 37 | 27 | 10 | 259 | 216 | 84  |
| Chicago Blackhawks  | 32 | 26 | 16 | 212 | 222 | 80  |
| Toronto Maple Leafs | 33 | 31 | 10 | 209 | 176 | 76  |
| Detroit Red Wings   | 27 | 35 | 12 | 245 | 257 | 66  |

| West Division            | W  | L  | T  | GF  | GA  | Pts |
| ------------------------ | -- | -- | -- | --- | --- | --- |
| Philadelphia Flyers      | 31 | 32 | 11 | 173 | 179 | 73  |
| Los Angeles Kings        | 31 | 33 | 10 | 200 | 224 | 72  |
| St. Louis Blues          | 27 | 31 | 16 | 177 | 191 | 70  |
| Minnesota North Stars    | 27 | 32 | 15 | 191 | 226 | 69  |
| Pittsburgh Penguins      | 27 | 34 | 13 | 195 | 216 | 67  |
| California/Oakland Seals | 15 | 42 | 17 | 153 | 219 | 47  |

### Beste Scorer
Abkürzungen: GP = Spiele, G = Tore, A = Assists, Pts = Punkte
| Spieler         | Team            | GP | G  | A  | Pts |
| --------------- | --------------- | -- | -- | -- | --- |
| Stan Mikita     | Chicago         | 72 | 40 | 47 | 87  |
| Phil Esposito   | Chicago         | 74 | 35 | 49 | 84  |
| Gordie Howe     | Detroit         | 74 | 39 | 43 | 82  |
| Jean Ratelle    | NY Rangers      | 74 | 32 | 46 | 78  |
| Rod Gilbert     | NY Rangers      | 73 | 29 | 48 | 77  |
| Bobby Hull      | Chicago         | 71 | 44 | 31 | 75  |
| Norm Ullman     | Detroit/Toronto | 71 | 35 | 37 | 72  |
| Alex Delvecchio | Detroit         | 74 | 22 | 48 | 70  |
| John Bucyk      | Boston          | 72 | 30 | 39 | 69  |
| Kenny Wharram   | Chicago         | 74 | 27 | 42 | 69  |

## Stanley-Cup-Playoffs
| Viertelfinale | Viertelfinale         | Viertelfinale         |    |                       | Halbfinale | Halbfinale | Halbfinale |  |  | Stanley-Cup-Finale | Stanley-Cup-Finale | Stanley-Cup-Finale |
|               |                       |                       |    |                       |            |            |            |  |  |                    |                    |                    |
| E1            | Canadiens de Montréal | 4                     |    |                       |            |            |            |  |  |                    |                    |                    |
| E3            | Boston Bruins         | 0                     |    |                       |            |            |            |  |  |                    |                    |                    |
| E3            | Boston Bruins         | 0                     | E1 | Canadiens de Montréal | 4          |            |            |  |  |                    |                    |                    |
|               |                       |                       | E1 | Canadiens de Montréal | 4          |            |            |  |  |                    |                    |                    |
|               | E4                    | Chicago Black Hawks   | 1  |                       |            |            |            |  |  |                    |                    |                    |
| E2            | E4                    | Chicago Black Hawks   | 1  | New York Rangers      | 2          |            |            |  |  |                    |                    |                    |
| E2            |                       |                       |    | New York Rangers      | 2          |            |            |  |  |                    |                    |                    |
| E4            | Chicago Black Hawks   | 4                     |    |                       |            |            |            |  |  |                    |                    |                    |
| E4            | Chicago Black Hawks   | 4                     | E1 | Canadiens de Montréal | 4          |            |            |  |  |                    |                    |                    |
|               |                       |                       |    | Canadiens de Montréal | 4          |            |            |  |  |                    |                    |                    |
|               | W3                    | St. Louis Blues       | 0  |                       |            |            |            |  |  |                    |                    |                    |
| W1            | W3                    | St. Louis Blues       | 0  | Philadelphia Flyers   | 3          |            |            |  |  |                    |                    |                    |
| W1            |                       |                       |    | Philadelphia Flyers   | 3          |            |            |  |  |                    |                    |                    |
| W3            | St. Louis Blues       | 4                     |    |                       |            |            |            |  |  |                    |                    |                    |
| W3            | St. Louis Blues       | 4                     | W3 | St. Louis Blues       | 4          |            |            |  |  |                    |                    |                    |
|               |                       |                       | W3 | St. Louis Blues       | 4          |            |            |  |  |                    |                    |                    |
|               | W4                    | Minnesota North Stars | 3  |                       |            |            |            |  |  |                    |                    |                    |
| W2            | W4                    | Minnesota North Stars | 3  | Los Angeles Kings     | 3          |            |            |  |  |                    |                    |                    |
| W2            |                       |                       |    | Los Angeles Kings     | 3          |            |            |  |  |                    |                    |                    |
| W4            | Minnesota North Stars | 4                     |    |                       |            |            |            |  |  |                    |                    |                    |

## NHL-Auszeichnungen
| Art Ross Trophy:                | Stan Mikita, Chicago Blackhawks                                 |
| Calder Memorial Trophy:         | Derek Sanderson, Boston Bruins                                  |
| Hart Memorial Trophy:           | Stan Mikita, Chicago Blackhawks                                 |
| Lady Byng Memorial Trophy:      | Stan Mikita, Chicago Blackhawks                                 |
| Vezina Trophy:                  | Rogatien Vachon & Gump Worsley, Montréal Canadiens              |
| James Norris Memorial Trophy:   | Bobby Orr, Boston Bruins                                        |
| Bill Masterton Memorial Trophy: | Claude Provost, Montréal Canadiens                              |
| NHL Plus/Minus Award:           | Dallas Smith, Boston Bruins                                     |
| Lester Patrick Trophy:          | Thomas F. Lockhart, Walter A. Brown, General John R. Kilpatrick |